# Anton Müller (Politiker)
Anton Müller (* 15. Januar 1888 in Wehringen bei Augsburg; † 25. August 1943 in Untermaßfeld) war ein deutscher Politiker (KPD) und Widerstandskämpfer gegen das NS-Regime.

## Leben
Müller erlernte den Beruf eines Bäckers und arbeitete als Bäckergehilfe. Von 1910 bis 1912 leistete er seinen Militärdienst in der Festung Mainz und anschließend war er als Bäcker in Frankfurt am Main tätig. Bereits vor dem Ersten Weltkrieg, in dem er bis zu einer Verwundung 1918 als Soldat Kriegsdienst leistete, war Müller Mitglied der SPD. Danach arbeitete er wieder als Bäcker in Frankfurt am Main. 1918 trat er der USPD, 1920 der KPD bei. Er bekleidete in Frankfurt am Main verschiedene verantwortliche Funktionen. 1931 besuchte er die Reichsparteischule der KPD „Rosa Luxemburg“ in Fichtenau bei Berlin. Im April 1932 wurde er für den Wahlkreis Hessen-Nassau in den Preußischen Landtag gewählt.
Nach der „Machtergreifung“ der Nationalsozialisten hielt sich Müller ab Februar 1933 einige Monate verborgen und leitete die Revolutionäre Gewerkschafts-Opposition im Bezirk Hessen-Frankfurt. Ende 1933 reiste er nach Mitteldeutschland, lebte zunächst illegal in Leipzig und leitete dann ab Dezember 1933 unter dem Decknamen Theo in Gera die illegale Rote Hilfe für Thüringen. Am 2. Juni 1934 wurde er in Gera durch die Gestapo verhaftet und am 7. Januar 1935 vom Thüringischen Oberlandesgericht zu zehn Jahren Zuchthaus verurteilt. Müller kam am 25. August 1943 im Zuchthaus Untermaßfeld ums Leben.

## Weblink
- Müller, Anton. Hessische Biografie. (Stand: 17. September 2024). In: Landesgeschichtliches Informationssystem Hessen (LAGIS).

| Personendaten    | Personendaten                                                                       |
| ---------------- | ----------------------------------------------------------------------------------- |
| NAME             | Müller, Anton                                                                       |
| KURZBESCHREIBUNG | deutscher Politiker (KPD), MdL und Widerstandskämpfer gegen den Nationalsozialismus |
| GEBURTSDATUM     | 15. Januar 1888                                                                     |
| GEBURTSORT       | Wehringen                                                                           |
| STERBEDATUM      | 25. August 1943                                                                     |
| STERBEORT        | Untermaßfeld                                                                        |